# Niederzimmern
Niederzimmern est une ancienne commune allemande du land de Thuringe, dans l'arrondissement du Pays-de-Weimar, au centre de l'Allemagne.